# Arnold Feuereisen
Arnold Heinrich Feuereisen (* 23. Juli 1868 in Moskau; † 10. September 1943 in Posen) war ein deutschbaltischer Archivar.

## Leben
Arnold Feuereisen studierte von 1887 bis 1893 Geschichte an der Kaiserlichen Universität Dorpat. Er war von 1902 bis 1907 Stadtarchivar in Dorpat. Er war Delegierter auf den Archäologischen Kongressen in Char'kov (1902), Ekaterinoslav (1905) und Černigov (1908). Von 1910 bis 1939 war er Präsident der Gesellschaft für Geschichte und Altertumskunde der Ostseeprovinzen Russlands.
Er setzte sich nach 1920 erfolgreich für die Rückführung von Archiven und Kunstdenkmalen aus Russland ein. Er lebte seit 1940 in Ruhestand in Posen und war ehrenamtlicher Mitarbeiter der Sammelstelle für baltendeutsches Kulturgut.

## Mitgliedschaften
- 1905 korrespondierendes Mitglied der Gesellschaft für Geschichte und Altertumskunde der Ostseeprovinzen Russlands in Riga, 1934 Ehrenmitglied
- Korrespondierendes Mitglied der Kaiserlichen Archäologischen Gesellschaft in Moskau, der Gelehrten Archivkommission in Witebsk und der Altertumsforschenden Gesellschaft zu Pernau (1901).
- 1934 Ehrenmitglied der Ehstländischen Literärischen Gesellschaft

## Veröffentlichungen
- Bericht über den 12. Archäologischen Kongress in Charkov
- Denkschrift über die Notwendigkeit einer Organisation der archäologischen Forschung in den Ostseeprovinzen
- Der Buchdrucker M. G. Grenzius und die Begründung der „Dörptschen Zeitung“
- Die Anfänge des Buchgewerbes in Dorpat
- Die Anfänge des Denkmalschutzes in Schweden und Livland
- Die baltische vorgeschichtliche Forschung und Professor Dr. Max Ebert †
- Die Livländische Geschichtsliteratur im Jahre ...
- Ein Beitrag zur Förderung unserer Ortsgeschichte
- Geschichte des Rigaschen städtischen gegenseitigen Brandversicherungsvereins, 1765–1922
- Geschichte des Siegels der Stadt Dorpat
- Hermann von Bruiningk zum Gedächtnis
- Letonikas grāmatu autoru rādītājs (1523–1919)
- Pleskauer Festschrift
- Russenfurcht in Livland und Schweden vor Ausbruch des großen Nordischen Krieges
- Über die Einführung und den Gebrauch des Gregorianischen Kalenders in Dorpat
- Zur Frage des baltischen Archivwesens
- Über das Denkelbuch der Stadt Pernau